# Ребекка Блек
Ребекка Блек (англ. Rebecca Renee Black, 1997, Анахайм, США) — американська співачка, яка здобула популярність завдяки музичному відео «Friday».

## «Friday»
Ребекка Блек здобула шалену популярність та увагу громадськості в березні 2011 року після запису й підготовки кліпу на єдину пісню «Friday», створену ARK Music Factory. Відео випустили на YouTube і ITunes. На YouTube його завантажили 10 лютого 2011 року, і впродовж першого місяця відео отримало всього близько 1000 переглядів.
Відео «Friday» стало вірусним близько 11 березня 2011 року, додаючи мільйони переглядів на YouTube щодня, ставши найбільш обговорюваною темою на сайті соціальної мережі Twitter, і викликавши відгуки засобів масової інформації, як позитивні, так і негативні.
Станом на 22 березня 2011 року, у перший тиждень продажі її синглу, за оцінками Billboard, складуть близько 40 тисяч. До 22 березня 2011 року відео переглянули понад 38 мільйонів разів на YouTube. 22 березня 2011 року Ребекка Блек з'явилася у випуску «The Tonight Show with Jay Leno», в ході якого вона виконала пісню й обговорила негативну реакцію до нього. Пісня дебютувала у Billboard Hot 100 і New Zealand Singles Chart на позиціях 72 і 33 відповідно.
23 березня Ребекка Блек повідомила, що $25 тис. зароблених за допомогою «Friday» відправить в допомогу постраждалим в Японії від землетрусу і цунамі.
У відповідь на відео Ребекки Блек в мережі з'явилася низка вдалих пародій, що у свою чергу призвело до поширення мему «My hand is a dolphin». Від 25 березня деякі ресурси пропонують придбати футболки із мемом.

## Особисте життя
Ребекка Блек повідомила про свою бісексуальність у 2020 році.